# 오를리체강
오를리체강(체코어: Orlice, 폴란드어: Orlica, 독일어: Adler)은 체코 파르두비체주를 흐르는 강으로 길이는 33.1 km, 유역 면적은 2036.9 km2이다. 오를리체강과 접한 주요 도시로는 체코 티니슈테 나트 오를리치, 트르제베호비체 포트 오레벰, 흐라데츠크랄로베가 있다.